# Bohdan Bartosiewicz

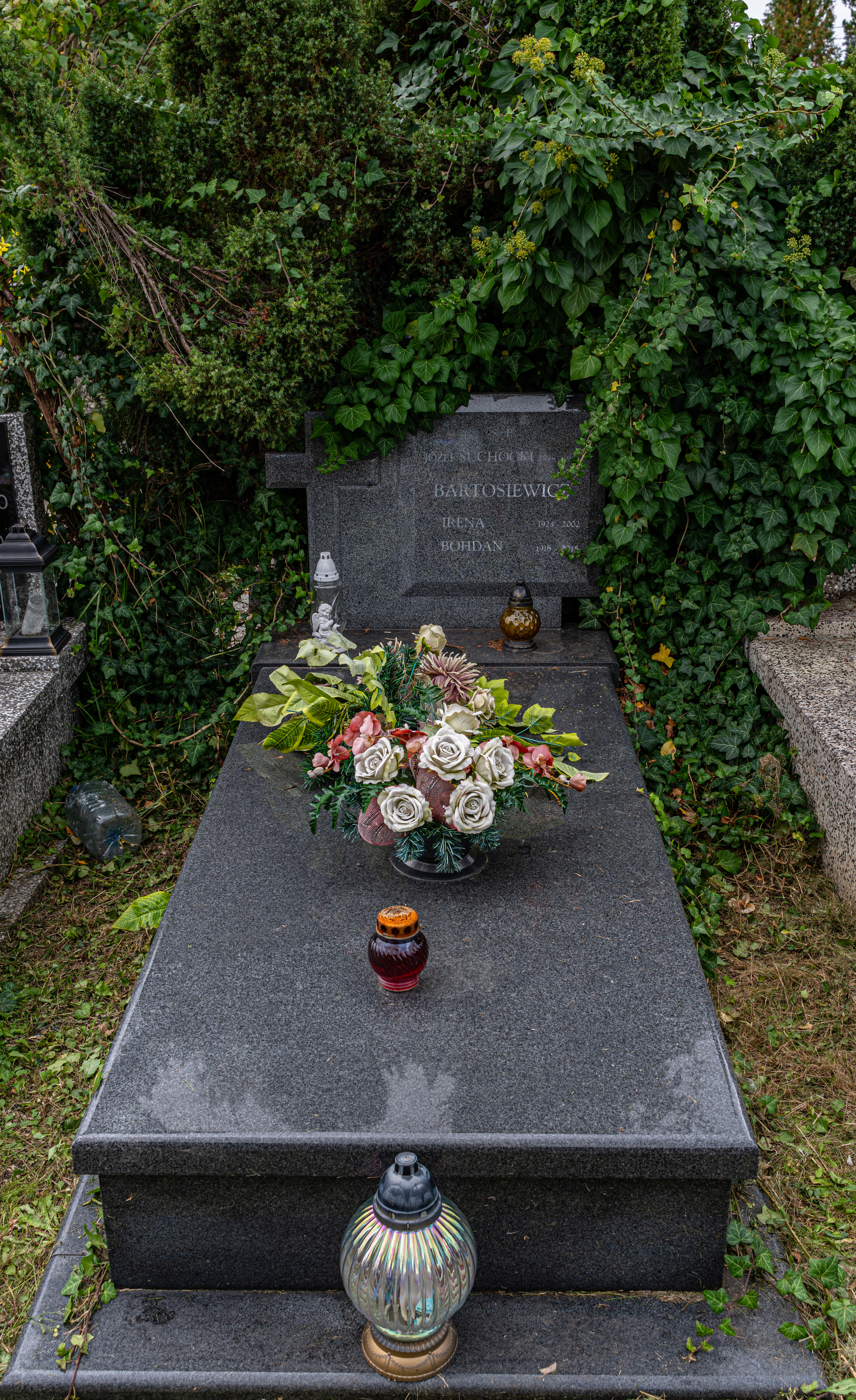
Grób Bohdana Bartosiewicza na cmentarzu komunalnym Północnym w Warszawie

Bohdan Bartosiewicz, pseud.  „Bartek” (ur. 21 października 1918 w Michałowicach, zm. 2 grudnia 2015 w Warszawie) – polski koszykarz i siatkarz, zawodnik klubów warszawskich, reprezentant Polski, brązowy medalista mistrzostw Europy w koszykówce, trener.
Absolwent Liceum Ogólnokształcącego im. Władysława IV w Warszawie (1938).

## Koszykówka
W mistrzostwach Polski w koszykówce w 1939 jako zawodnik Polonii Warszawa zdobył srebrny medal. W tym samym roku zadebiutował w reprezentacji Polski na Mistrzostwach Europy w Kownie, zdobywając z drużyną brązowy medal. Najprawdopodobniej zagrał we wszystkich meczach - w trzech z nich zdobył 24 punkty.
Karierę koszykarską kontynuował po II wojnie światowej. W pierwszych mistrzostwach powojennych w 1946 r. w barwach Społem Warszawa zajął czwarte miejsce. W 1947 zdobył mistrzostwo Polski w barwach AZS Warszawa oraz został powołany do reprezentacji na ME w Pradze, gdzie Polska zajęła szóste miejsce. Sam zawodnik zagrał prawdopodobnie we wszystkich siedmiu meczach, w sześciu z nich zdobywając 27 punktów.
Po rozpoczęciu rozgrywek ligowych w sezonie 1947/1948 grał w dalszym ciągu w AZS Warszawa. Jego drużyna plasowała się kolejno – w 1948, 1949 i 1950 na czwartym, a w 1951 na siódmym miejscu. W 1951 zakończył karierę reprezentacyjną, łącznie wystąpił w 40 spotkaniach.
W sezonie 1951/1952 jako grający trener AZS Warszawa poprowadził swoją drużynę do kolejnego siódmego miejsca (jego zawodnikami byli m.in. Andrzej Nartowski i Krzysztof Marek Sitkowski). W sezonie 1952/1953 w tej samej roli zajął z AZS Warszawa 10. miejsce. W kolejnym zastąpił go na stanowisku trenera Zygmunt Olesiewicz.
Następnie prowadził drużyny młodzieżowe w AZS Warszawa i krótko w Starcie Warszawa. Od 1962 pracował w Polonii Warszawa, zdobywając z żeńską drużyną seniorską brązowy medal w sezonie 1966/1967 i 1974/1975 oraz wicemistrzostwo Polski w sezonie 1975/1976.

## Siatkówka
Po II wojnie światowej odnosił również sukcesy w siatkówce. W 1946 zdobył mistrzostwo Polski jako zawodnik Społem Warszawa. Sukces ten powtórzył w barwach AZS Warszawa w 1947 i 1949, zdobywając ponadto brązowy medal w 1948. W latach 1948–1949 zagrał 10 razy w reprezentacji Polski, w tym w historycznym pierwszym meczu tej drużyny 28 lutego 1948 z Czechosłowacją oraz pierwszym międzynarodowym turnieju z udziałem Polski – Igrzyskach Bałkańskich w Sofii.

## Osiągnięcia
- brązowy medalista Mistrzostw Europy w koszykówce,
- dwukrotny uczestnik Mistrzostw Europy w koszykówce,
- mistrz i wicemistrz Polski w koszykówce,
- trzykrotny mistrz Polski i brązowy medalista w siatkówce
- reprezentant Polski w koszykówce i siatkówce
- wicemistrzostwo Polski i dwa brązowe medale jako trener żeńskiej drużyny Polonii Warszawa
- wyróżnienie specjalne  „za całokształt działań na rzecz sportu warszawskiego” w plebiscycie na Najlepszych Sportowców Warszawy w 2007[3]

## Upamiętnienie
Od 2017 SKK Polonia Warszawa organizuje w Warszawie Memoriał Bohdana Bartosiewicza - turniej koszykówki kobiecej.